# Deeg (Indien)

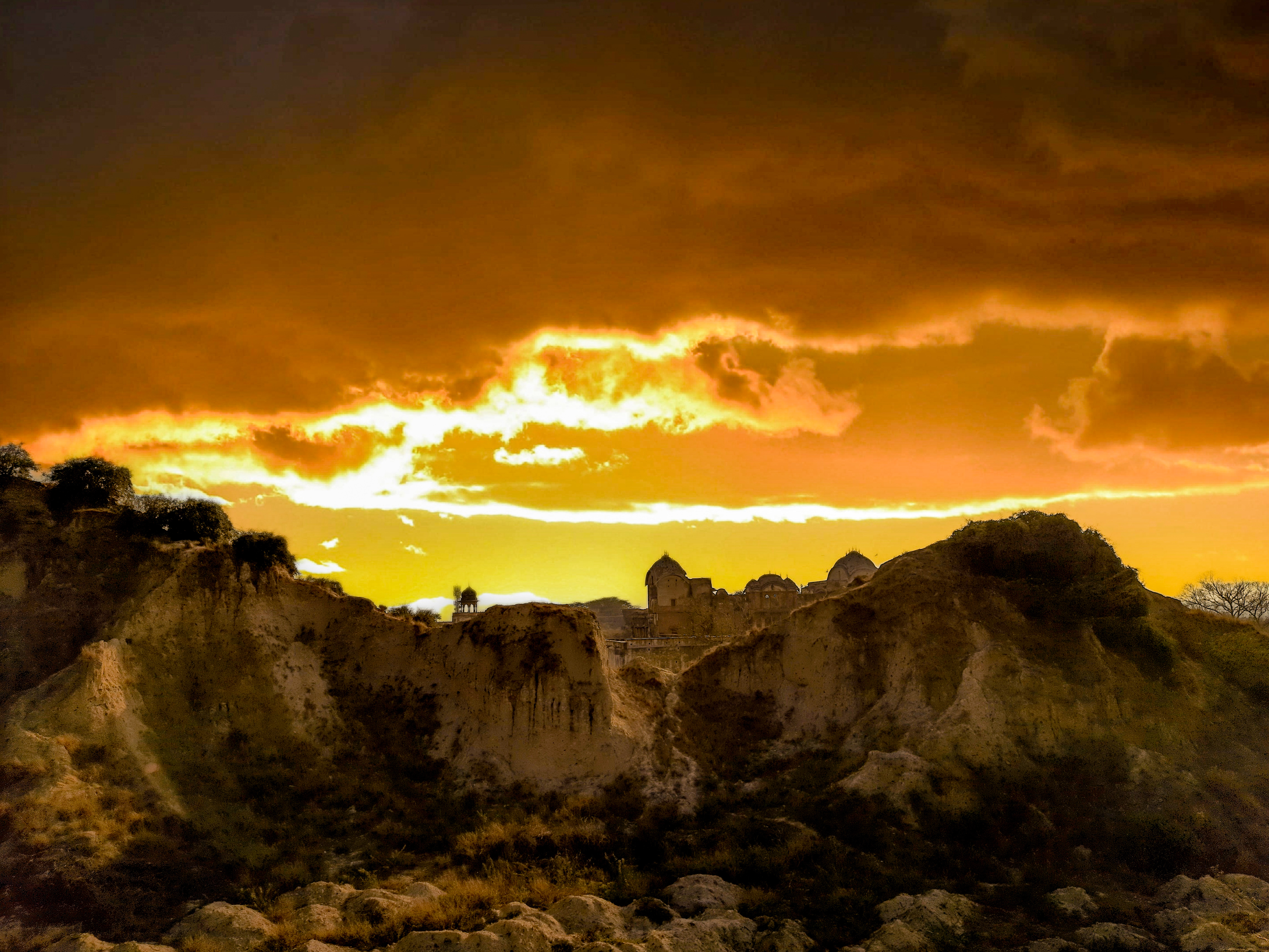
Fort von Deeg

Deeg manchmal auch Dig (Hindi: डीग) ist eine nordindische Stadt mit etwa 48.000 Einwohnern im Distrikt Bharatpur im Osten Rajasthans. Sie war lange Zeit die Hauptstadt des Fürstenstaates Bharatpur.

## Lage
Deeg liegt etwa 35 km (Fahrtstrecke) nordwestlich von Bharatpur bzw. etwa 36 km westlich von Mathura (Uttar Pradesh) in einer Höhe von etwa 185 m ü. d. M.; die indische Hauptstadt Delhi befindet sich etwa 150 km nördlich. Das Klima ist eher trocken und warm; Regen fällt nahezu ausschließlich während der sommerlichen Monsunzeit.

## Bevölkerung
Offizielle Bevölkerungsstatistiken werden erst seit 1991 geführt und veröffentlicht.
| Jahr      | 1991   | 2001   | 2011   |
| Einwohner | 34.083 | 40.859 | 44.999 |

Die Hindi und Urdu sprechende Bevölkerung besteht zu etwa 98 % aus Hindus, zu 0,5 % aus Moslems und zu knapp 1,5& % aus Jains; zahlenmäßig kleine Minderheiten bilden Christen, Sikhs, Buddhisten und andere. Wie bei Volkszählungen im Norden Indiens üblich, liegt der männliche Bevölkerungsanteil etwa 10 % höher als der weibliche.

## Wirtschaft
Traditionell ist die Grundlage des Lebens die in den Dörfern der Umgebung betriebene Landwirtschaft; in der Stadt haben sich Handwerker, Händler und kleinere Dienstleistungsunternehmen angesiedelt. Der Tourismus spielt nur eine untergeordnete Rolle.

## Geschichte
Deeg ist eine alte Stadt und findet möglicherweise als Dirgha oder Dirghapura erstmals Erwähnung im Skanda Purana. Während der Mogul-Herrschaft gehörte es zur Provinz Agra. Im Jahr 1722 wurde Deeg unter Maharaja Badan Singh (reg. 1722–1756) die erste Hauptstadt des neugegründeten Jat-Fürstentums von Bharatpur; Maharaja Suraj Mal (reg. 1756–1763) war dessen bedeutendster Herrscher, verlegte aber die Hauptstadt nach Bharatpur. Nach der Schlacht von Deeg (1804) übernahmen die Briten die Kontrolle über den Fürstenstaat, der 1949 in den Bundesstaat Rajasthan integriert und im Jahr 1956 aufgelöst wurde.

## Sehenswürdigkeiten
Der Bautenkomplex von Deeg mit Fort und seinen Palästen (Gopal Bhawan, Suraj Bhawan, Kishan Bhawan, Hardev Bhawan und Nand Bhawan) und Gärten gruppiert sich reizvoll um zwei kleine Seen (Rup Sagar und Gopal Sagar); die meisten Bauten sind elegant und detailreich gestaltet; einige tragen Bengalische Dächer, welche – vermittelt durch die Moguln – im 17. und 18. Jahrhundert auch zu den Fürstenhöfen der Rajputen gelangten.

## Sonstiges
Der Palast von Deeg bildete die Kulisse für einige Szenen des im Jahr 1972 gedrehten Spielfilms Siddhartha nach der gleichnamigen Romanvorlage von Hermann Hesse.